# PTGIS
PTGIS (англ. Prostaglandin I2 synthase) – білок, який кодується однойменним геном, розташованим у людей на короткому плечі 20-ї хромосоми. Довжина поліпептидного ланцюга білка становить 500 амінокислот, а молекулярна маса — 57 104.
| 10         |  | 20         |  | 30         |  | 40         |  | 50         |
| ---------- |  | ---------- |  | ---------- |  | ---------- |  | ---------- |
| MAWAALLGLL |  | AALLLLLLLS |  | RRRTRRPGEP |  | PLDLGSIPWL |  | GYALDFGKDA |
| ASFLTRMKEK |  | HGDIFTILVG |  | GRYVTVLLDP |  | HSYDAVVWEP |  | RTRLDFHAYA |
| IFLMERIFDV |  | QLPHYSPSDE |  | KARMKLTLLH |  | RELQALTEAM |  | YTNLHAVLLG |
| DATEAGSGWH |  | EMGLLDFSYS |  | FLLRAGYLTL |  | YGIEALPRTH |  | ESQAQDRVHS |
| ADVFHTFRQL |  | DRLLPKLARG |  | SLSVGDKDHM |  | CSVKSRLWKL |  | LSPARLARRA |
| HRSKWLESYL |  | LHLEEMGVSE |  | EMQARALVLQ |  | LWATQGNMGP |  | AAFWLLLFLL |
| KNPEALAAVR |  | GELESILWQA |  | EQPVSQTTTL |  | PQKVLDSTPV |  | LDSVLSESLR |
| LTAAPFITRE |  | VVVDLAMPMA |  | DGREFNLRRG |  | DRLLLFPFLS |  | PQRDPEIYTD |
| PEVFKYNRFL |  | NPDGSEKKDF |  | YKDGKRLKNY |  | NMPWGAGHNH |  | CLGRSYAVNS |
| IKQFVFLVLV |  | HLDLELINAD |  | VEIPEFDLSR |  | YGFGLMQPEH |  | DVPVRYRIRP |
|            |  |            |  |            |  |            |  |            |

A: Аланін

C: Цистеїн

D: Аспарагінова кислота

E: Глутамінова кислота

F: Фенілаланін

G: Гліцин

H: Гістидин

I: Ізолейцин

K: Лізин

L: Лейцин

M: Метіонін

N: Аспарагін

P: Пролін

Q: Глутамін

R: Аргінін

S: Серин

T: Треонін

V: Валін

W: Триптофан

Кодований геном білок за функцією належить до ізомераз. 
Задіяний у таких біологічних процесах, як метаболізм жирних кислот, метаболізм ліпідів, біосинтез жирних кислот, біосинтез ліпідів, біосинтез простагландинів, метаболізм простагландинів. 
Білок має сайт для зв'язування з іонами металів, іоном заліза, гемом. 
Локалізований у мембрані, ендоплазматичному ретикулумі.